# ديفيد مار
ديفيد كورتناي مار (بالإنجليزية: David Courtnay Marr)‏ هو عالم أعصاب بريطاني ونفساني، مار دمج بيانات من كل من علم النفس، الذكاء الإصطناعي، والفزيولوجيا العصبية لنموذج جديد من المعالجة البصرية عمله كان مؤثر جداً في علم الأعصاب الحاسوبية وأدى إلى طفرة من الاهتمام في المجال.